# كارولين ستول
كارولين ستول (بالإنجليزية: Caroline Stoll)‏ مواليد 4 نوفمبر 1960 في ليفينغستون، نيو جيرسي، الولايات المتحدة، هي لاعبة كرة مضرب أمريكية سابقة بدأت مسيرتها كمحترفة عام 1977 وكانت تلعب باليد اليمنى، اعتزلت اللعب في 1981. أعلى تصنيف لها في الفردي كان المركز الـ 15 في سنة 1979.

## روابط خارجية
- كارولين ستول على موقع رابطة محترفات التنس (الإنجليزية)
- كارولين ستول على موقع الاتحاد الدولي لكرة المضرب (الإنجليزية)
- كارولين ستول على موقع خلاصة التنس.كوم (الإنجليزية)